# Peterspladsen
Peterspladsen er den store plads foran Peterskirken i Rom kendt for sine mange søjler.
Peterspladsens udformning skyldes først og fremmest Gian Lorenzo Bernini (1598–1680). Pladsen er afgrænset af Peterskirken i den ene ende og af en gade i den anden. På siderne er pladsen indrammet af Berninis kolonnader, der som arme strækker sig ud fra kirken og omfavner pladsen.
Midt på pladsen står en obelisk, Vatikanobelisken, som blev ført til Rom fra Egypten af kejser Caligula. Den prydede Caligulas og Neros stadion, hvor apostelen Peter led martyrdøden. Den stod herefter på Protomartyrenes Plads bag Vatikanets mure. Stedet er i dag er afmærket med en bronzeplade. Pave Sixtus V ønskede obelisken flyttet og Domenico Fontana fik ansvaret for opgaven. 900 mand og 50 heste udførte arbejdet 10. september 1586